# V360 Normae
V360 Normae (V360 Nor / HD 141318) es una estrella situada en la constelación de Norma de magnitud aparente +5,77.
Es una estrella muy alejada, cuya medida de paralaje realizada por Hipparcos (1,51 ± 0,93 milisegundos de arco), está sujeta a un grado de error muy elevado.
Su distancia, estimada por la intensidad de las líneas CaII de su espectro, es de unos 582 ± 84 pársecs (1900 años luz).
V360 Normae es una gigante luminosa azul de tipo espectral B2II.
Tiene una temperatura efectiva de 19.400 K y brilla con una luminosidad bolométrica —que incluye una importante cantidad de radiación emitida como luz ultravioleta— 14.220 veces superior a la del Sol.
Gira sobre sí misma con una velocidad de rotación proyectada —límite inferior de la misma— de 30 km/s. 
Es una estrella masiva, con una masa estimada entre 9 y 10 masas solares.
Tiene una edad de 22,5 millones de años.
V360 Normae es una estrella variable cuya variación de brillo es de 0,02 magnitudes. Aunque en el «General Catalogue of Variable Stars» figura catalogada como variable Alfa Cygni, estudios recientes la consideran una «variable pulsante lenta» (SPB), semejante a ι Herculis, ο Velorum o 53 Persei.
Su período de oscilación es de 1,467 días.
V360 Normae forma una estrella doble con CPD-54 6711B, siendo la separación visual entre ambas de 16 segundos de arco.
Ambas estrellas pueden estar físicamente relacionadas.